# Chó rừng Sardegna
Chó rừng Sardegna (danh pháp hai phần: Cynotherium sardous) là một loài chó đảo đặc hữu của các đảo Sardegna (Italia) và Corsica (Pháp) mà được liên kết với nhau trong thế Pleistocen. Nó bị tuyệt chủng khi con người bắt đầu sinh sống ở đảo. Tên khoa học của nó nghĩa là "Chó-thú vật của Sardegna".